# Chris Jones (Obsidian Entertainment)
Chris Jones (...) è un autore di videogiochi statunitense.
È un amministratore delegato di Obsidian Entertainment.

## Biografia
Jones ha iniziato la propria carriera di programmatore nella industria del videogioco su diversi titoli di Star Trek della Interplay, e diede una mano a realizzare e a mantenere un sistema chiamato GNW. La sua carriera con la Interplay lo portò ad arrivare alla posizione di Capo Programmatore nel gioco Fallout. Chris in seguito lasciò la Interplay per unirsi alla Troika Games dove creò il motore usato per completare Arcanum: Of Steamworks and Magick Obscura. Dopo Arcanum, Chris ritornò alla Black Isle Studios e divenne il capo programmatore del progetto Baldur's Gate 3. Nel 2003, Chris lasciò la Black Isle Studios, e diventò uno dei fondatori della nuova casa di sviluppo Obsidian Entertainment.